# Eberhard Grosske Fiol
Eberhard Grosske Fiol (Palma, 1955) és un historiador i polític mallorquí, diputat al Parlament de les Illes Balears en la IV i V Legislatures.

## Biografia
A la fi dels anys 1970 va militar al Partit Socialista de Mallorca, on va arribar a ser membre del secretariat. Posteriorment va ingressar en el Partit Comunista de les Illes Balears, que es va integrar en Esquerra Unida en 1996. De 1990 a 1998 va ser el secretari general del Partit Comunista de les Illes Balears i entre 1991 i 2002 va ser el coordinador general d'Esquerra Unida en les Balears.
Fou elegit diputat a les eleccions al Parlament de les Illes Balears de 1995 i 1999. Entre el 1999 i el 2002, fou conseller de Treball i Formació del Govern Balear presidit per Francesc Antich, en el que s'anomenà Pacte de Progrés. Fou substituït per Miquel Rosselló fins al final de la legislatura (2003) per presentar-se com a cap de llista d'Esquerra Unida-Els Verds en les eleccions a l'Ajuntament de Palma, en les quals la candidatura va obtenir tres regidors, dos d'ells d'EU.
En les eleccions municipals de 2007 va tornar a presentar-se com a candidat a l'alcaldia de Palma, aquesta vegada pel Bloc per Palma, coalició electoral formada pel Partit Socialista de Mallorca-Entesa, Esquerra Unida-Els Verds i Esquerra Republicana de les Illes Balears. La coalició va aconseguir dos representants, Nanda Ramon (PSM-EN) i el mateix Grosske, entrant a formar part del govern municipal de coalició amb el PSOE i Unió Mallorquina, amb Aina Calvo (PSIB-PSOE) d'alcaldessa. Des de llavors ha estat segon tinent d'alcalde i regidor de la regidoria de Benestar Social, Participació Ciutadana i Cultura, a més de ser portaveu del grup municipal del Bloc.
Al novembre de 2008 va ser el candidat de l'anomenat sector llamazarista a coordinador general d'Esquerra Unida, en el marc de la IX Assemblea del partit, que va finalitzar sense triar successor de Gaspar Llamazares. Davant la falta de suports per part de la Nacional II, els llamazaristas van decidir finalment no concórrer a la posterior votació del Consell Polític i Grosske va renunciar a presentar la seva candidatura. El Consell va escollir finalment Cayo Lara. No obstant això fou designat responsable de la Secretaria de Política Municipal del partit.
Després de les eleccions municipals, Grosske i el seu partit es van quedar sense representació parlamentària per no haver aconseguit el mínim requerit (5%). Malgrat l'anunci de la seva incorporació a Izquierda Abierta en el si d'IU, finalment va abandonar aquesta formació per desavinences d'organització i funcionament.